# Aquis Querquennis
Aquis Querquennis, aussi connu sous le terme galicien « A cidá » (la ville), est un camp romain situé à Baños de Bande, dans la province d'Ourense non loin de la rivière Limia. Il est occupé sur une période qui va environ de 75 à 150.

## Localisation
Ce site est situé dans les limites du réservoir de Las Conchas constitué lors de la construction d'un barrage par le régime franquiste en 1949. Il est habituellement submergé mais en raison des périodes de sécheresse estivales, il est immergé à nouveau.

## Occupation du site
Il est supposé que le site a été occupé par une unité militaire d'infanterie et de cavalerie dépendant de la province romaine de Gallaecia qui a surveillé la Via Nova, une voie romaine longue de 330 kilomètres qui reliait Bracara Augusta à Asturica Augusta.
La découverte de marques sur une tegula permet d'envisager que l'unité militaire qui occupait Aquis Querquennis était la cohorte III, qui dépendait de la Legio VII Gemina, dont le quartier général était basé en León. Ce serait une unité de 600 soldats d'infanterie appuyée par de la cavalerie.

## Archéologie
Des premières fouilles sont effectuées dans les années 1920 par Florentino López Cuevillas. La compagnie électrique Unión Fenosa, propriétaire des terrains à partir de 1947, ouvre le site aux recherches en 1975. Durant vingt années, Antonio Rodríguez Colmenero mène des recherches sur la partie nord-ouest du site,.

## Plan

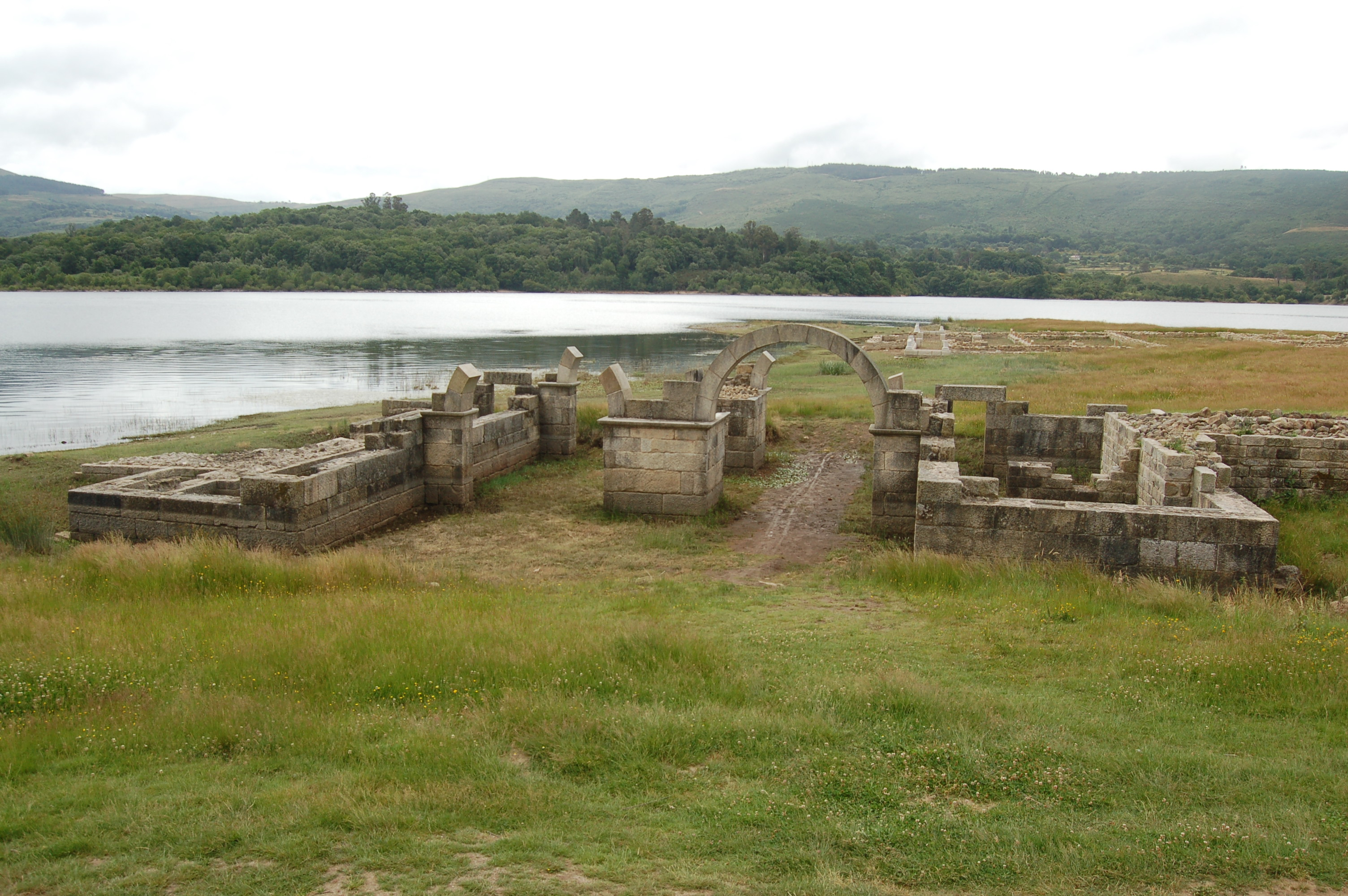
Entrée principale.

Le site qui couvre 3 hectares, a la forme rectangulaire caractéristique d'un camp romain (castrum) avec deux routes se croisant à angle droit, le cardo (via principalis, quatre mètres de large, orientation nord-sud) et le decumanus (via praetoria, orientation est-ouest).

## Constructions
Le rempart initial est constitué de moellons de granit maçonnés selon la technique Opus vittatum. Les murs atteignaient jusqu'à 3 mètres 20 de hauteur. Des tourelles s'avancent de 10 cm de la muraille, un fossé extérieur de 4 mètres de large et de 3 mètres de profondeur entourait le tout.
Les quatre portes principales correspondent aux accès des deux voies cardo et decumanus. Une citerne d'eau a été identifiée, ainsi que deux baraquements de trois mètres sur trois pouvant accueillir huit soldats, avec un sol en terre battue et des ouvertures, portes et fenêtres, orientées au sud.
Il existait deux bâtiments pour le stockage de céréales : ils comportent des cheminées de ventilation et des contreforts latéraux.
Un hôpital (valetudinarium) était initialement présent, constitué de pièces quadrangulaires autour d'un péristyle.
Le bâtiment situé au milieu du camp pourrait être le centre administratif (praetorium) : rectangulaire (34 x 32 mètres), il comportait un vestibule, un déambulatoire couvert et ouvert, avec un sol en terre battue. À côté se trouve probablement un temple.

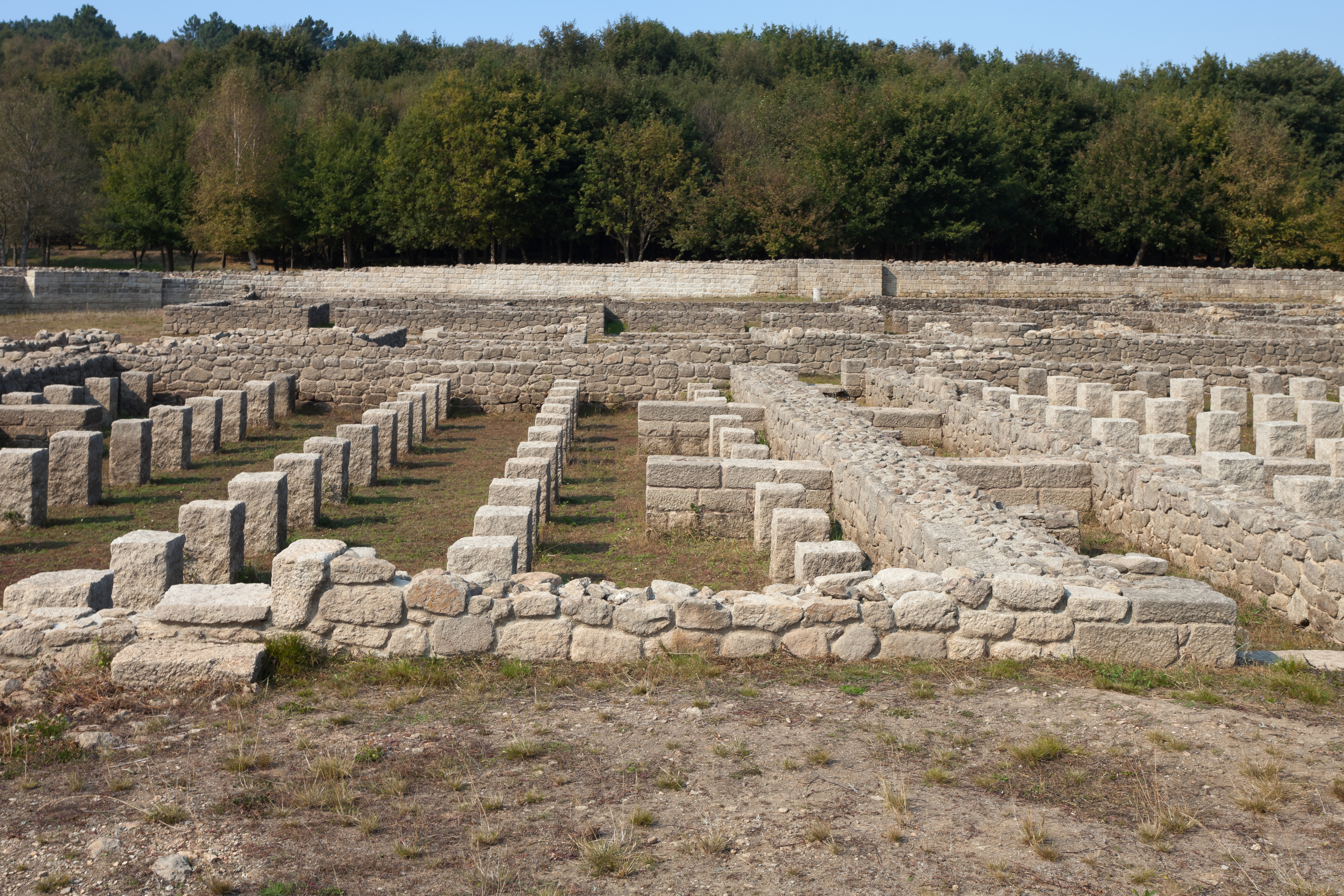
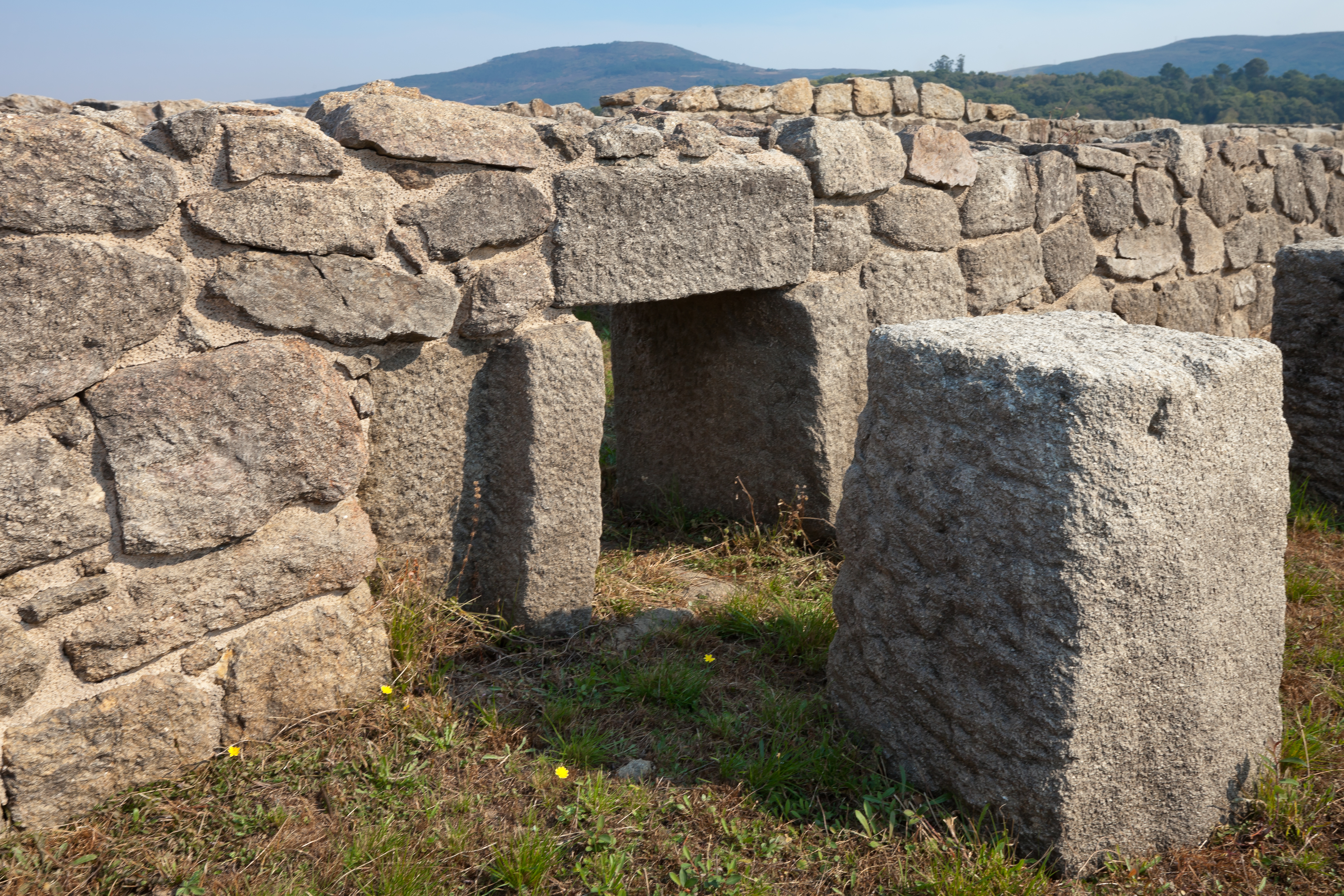
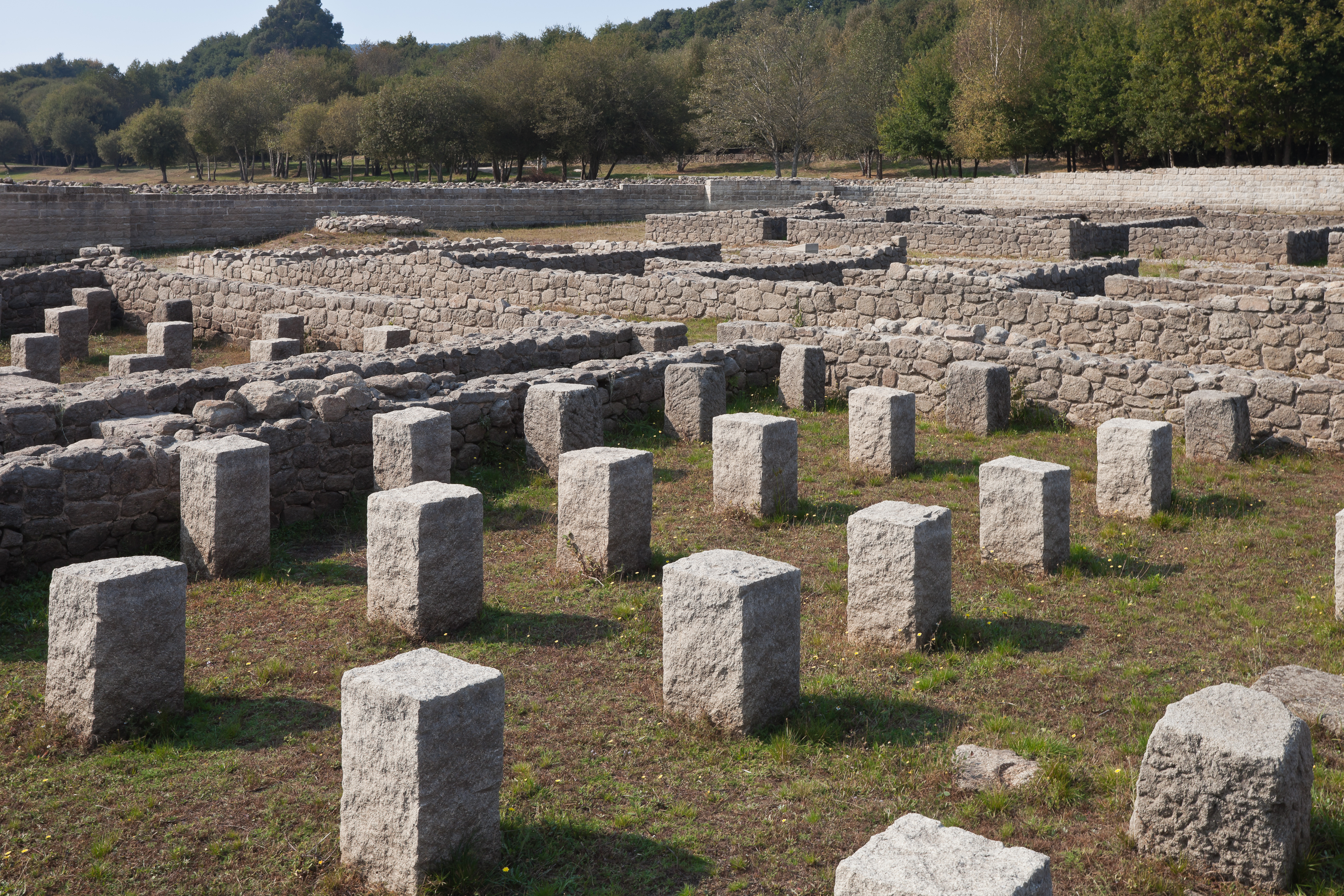
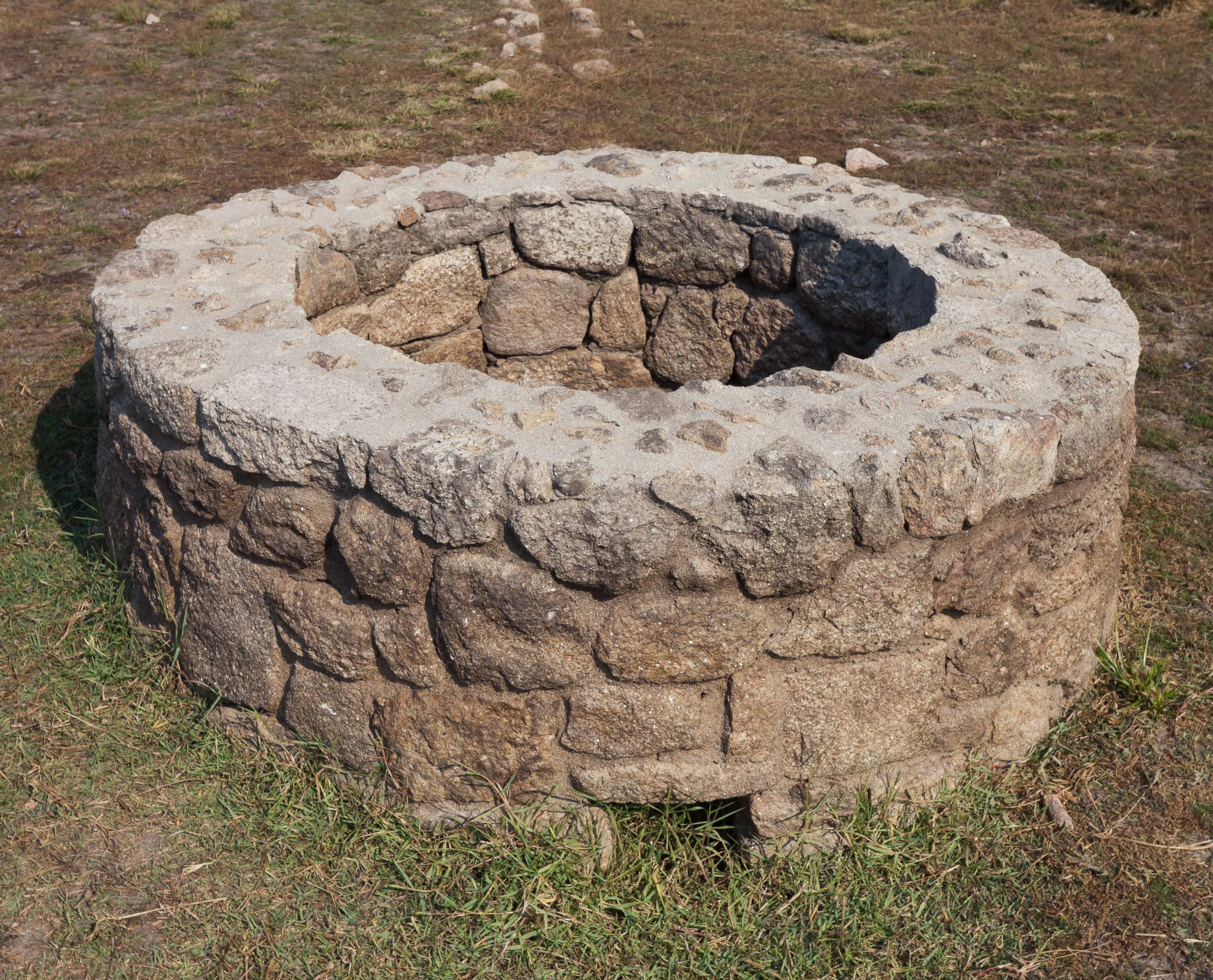
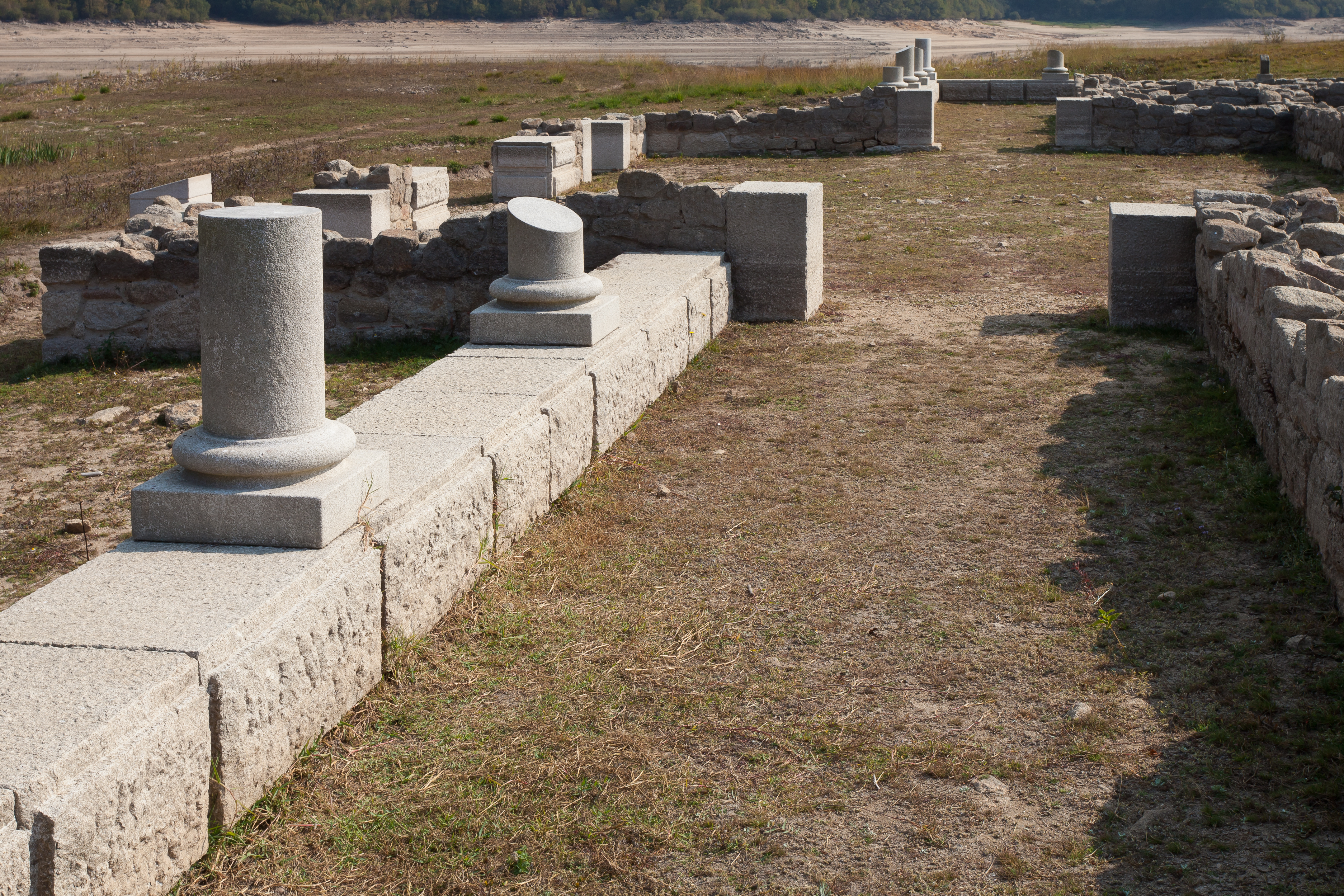
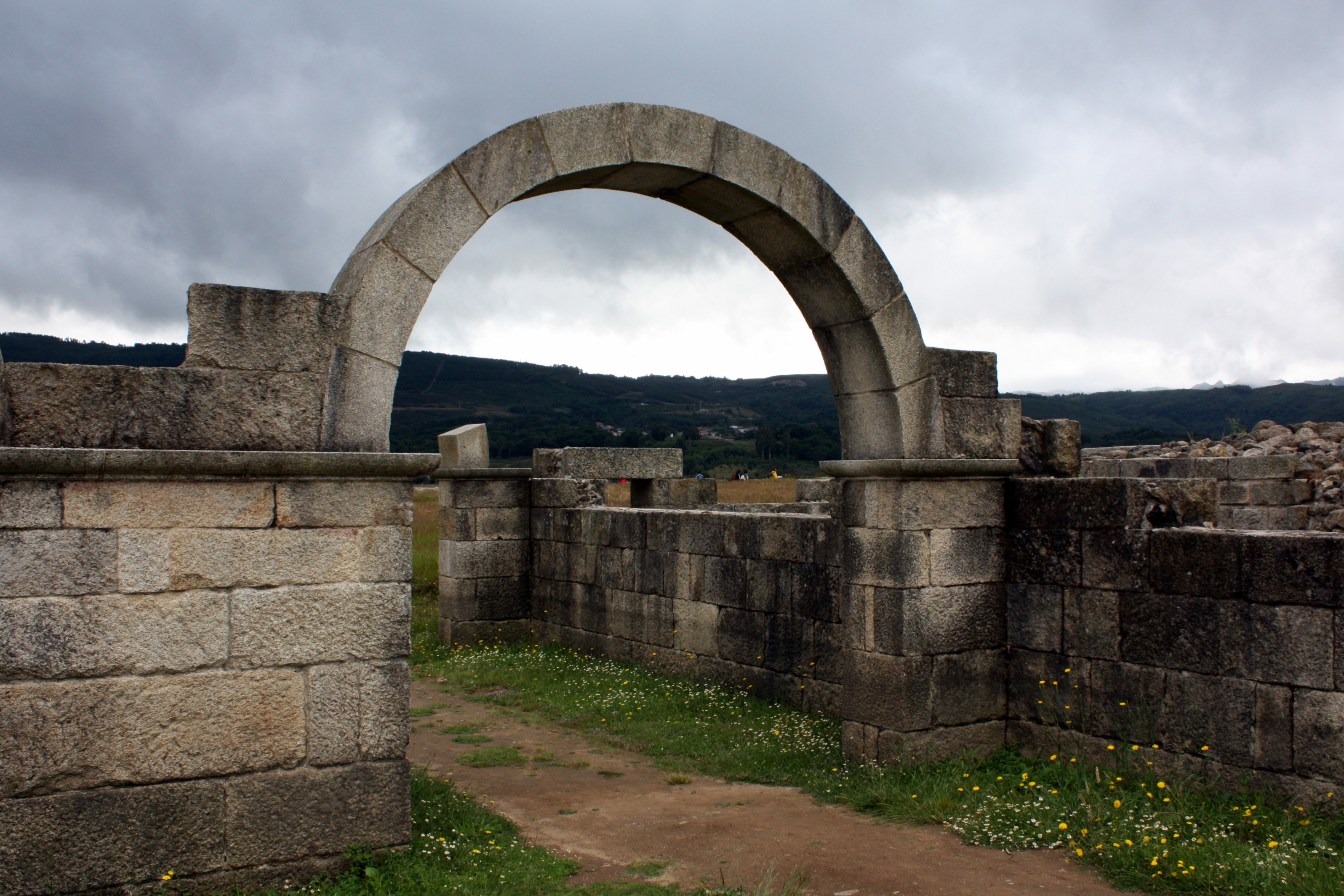